# Potamon ibericum
Potamon ibericum là một loài cua nước ngọt thuộc chi Potamon. Đây là một động vật ăn tạp, chúng có thể kiếm ăn trên bờ, nhưng phải trở về môi trường nước thường xuyên, và vào mùa hạn hán chỉ có thể sống một thời gian ngắn bằng cách đào hang và trốn dưới những tảng đá. Phạm vi phân bố tự nhiên kéo dài từ miên đông bắc Hy Lạp, quanh biển Đen tới qua biển Caspi; một số quần thể đã du nhập đến miền nam nước Pháp. Trong sách đỏ IUCN, nó được phân loại là loài sắp bị đe dọa, và cũng được xếp vào Red Data Book của Ukraine.

## Sinh thái và hình vi

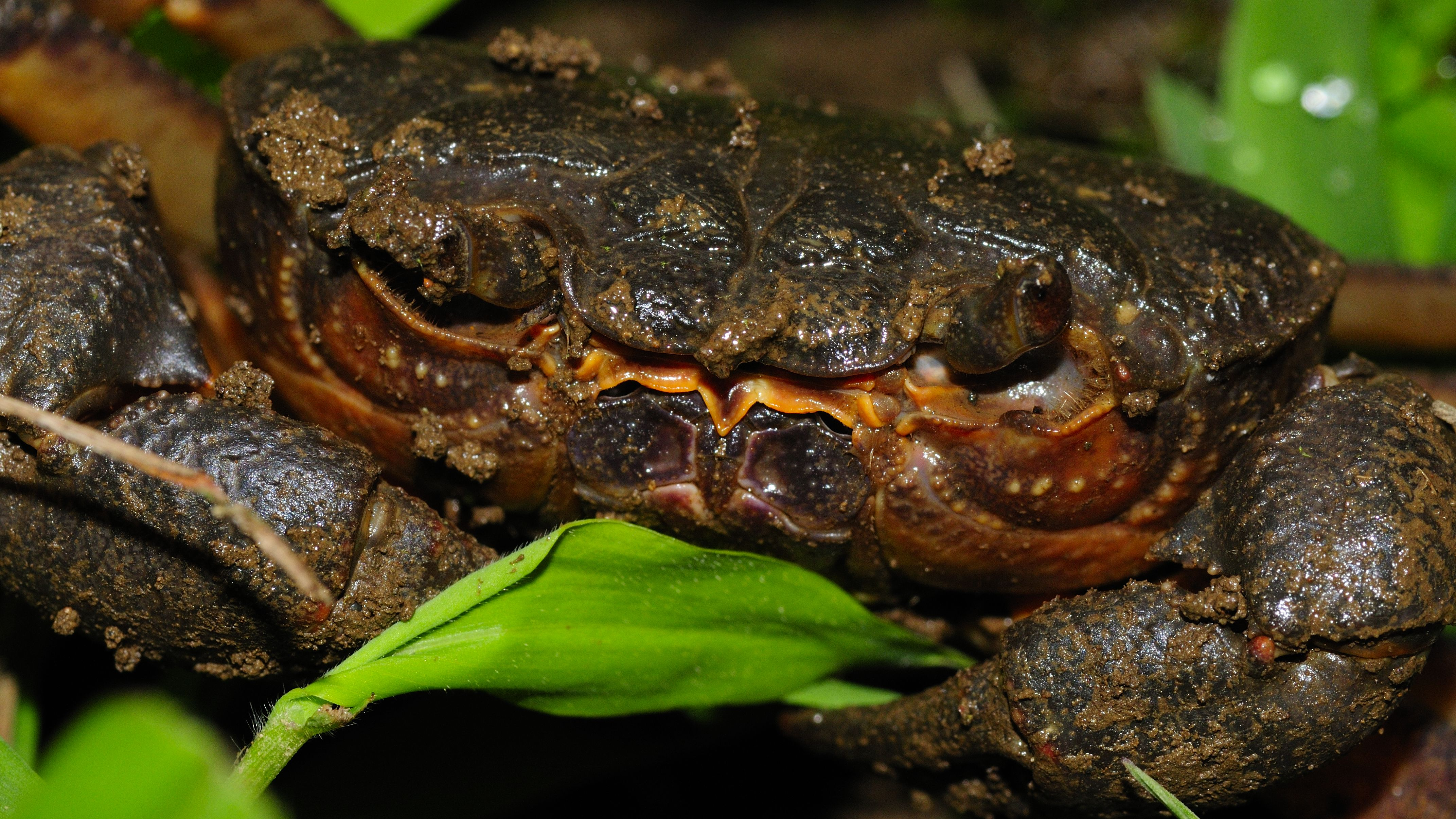
Potamon ibericum.

Potamon ibericum để tồn tại cần nguồn nước thường xuyên, dù chúng có thể sống sót trong thời gian ngắn vào mùa hạn háng bằng cách trốn dưới những tảng đá hoặc hang sâu. Những hang này có thể cách vùng nước gần nhất hàng kilomet. Chúng chỉ sinh sản ở vùng nước động, và giao phối vào những tháng ấm của năm, từ tháng 6-10.
P. ibericum là động vật ăn tạp, ăn những mảnh vụn, tảo và xác thực vật, cũng như nhiều loại động vật, gồm giun, amphipoda, ấu trùng côn trùng thủy sinh, động vật thân mềm, ếch và nòng nọc, cá và xác thối. Chúng kiếm ăn trên bờ vào ban đêm và cả ban ngày nếu trời đủ ẩm ướt. P. ibericum là thức ăn của rái cá châu Âu, Lutra lutra.